# Pietro Torrigiano

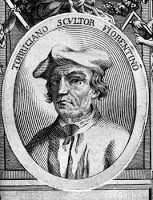
Retrato imaginario del artista florentino Pietro Torrigiano. Giorgio Vasari no incluyó el retrato de Torrigiano en sus Vite quizás por haberle roto la nariz a Miguel Ángel o por haber estado preso por el Santo Oficio.

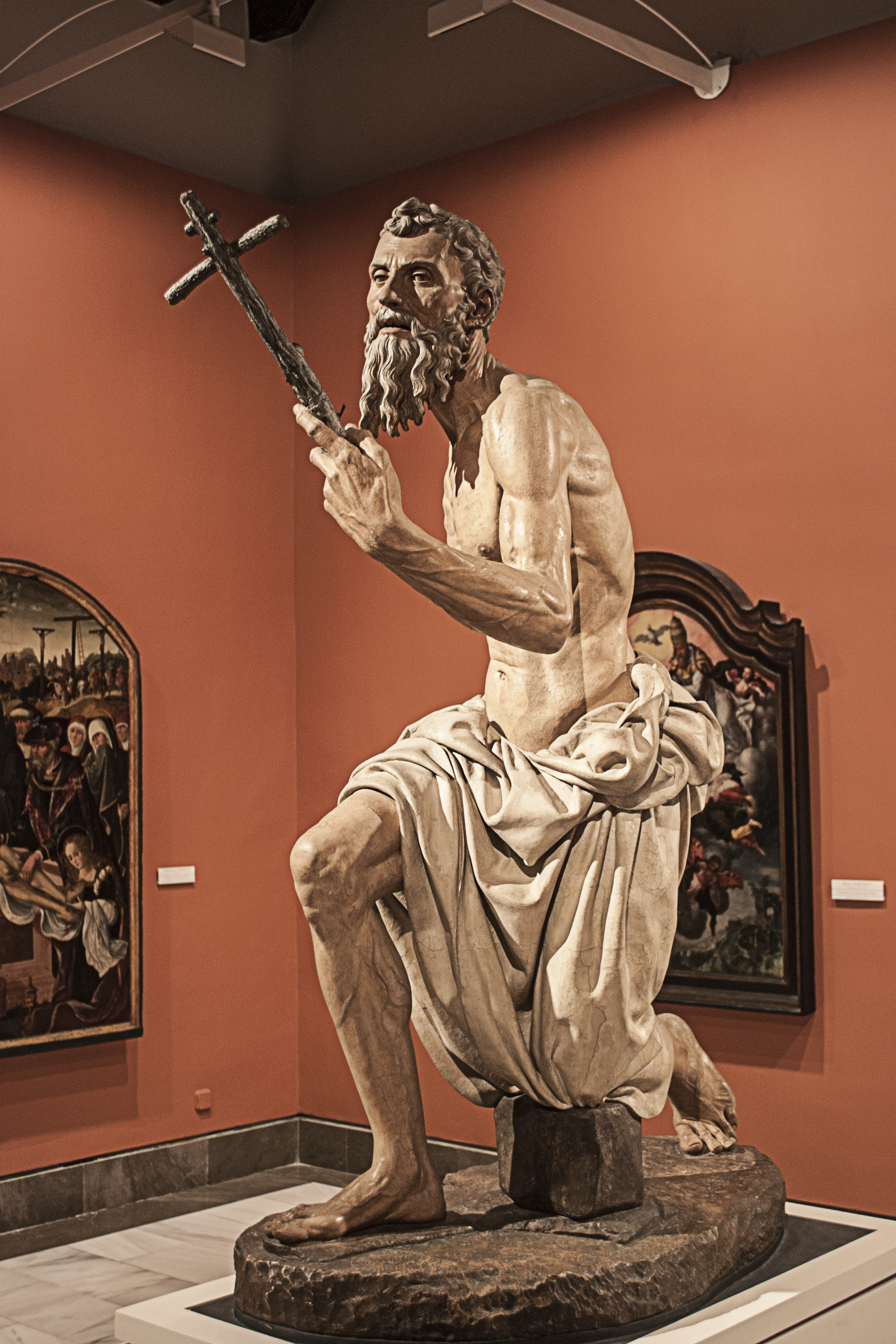
San Jerónimo. Museo de Bellas Artes de Sevilla.

Pietro di Torrigiano d'Antonio, conocido abreviadamente como Pietro Torrigiano (Florencia, 24 de noviembre de 1472 - Sevilla, 1528) fue un escultor italiano, conocido por su carácter violento, fogoso y apasionado. Fue uno de los precursores del Renacimiento y gracias a sus viajes difundió esta tendencia artística por toda Europa.

## Biografía y obra
Se formó con Bertoldo di Giovanni. En Florencia fue asistente asiduo a la corte literaria de Lorenzo el Magnífico. Allí coincidió también con Benvenuto Cellini, autor que le menciona en su autobiografía. 

### Rompió la nariz a Miguel Ángel
Según Cellini, en una disputa con Miguel Ángel, Torrigiano le dio un puñetazo en la nariz, causándole una desfiguración que es visible en todos los retratos del artista. 

### En Roma y Siena
Posteriormente, Torrigiano trabajó en Roma en la decoración de la nueva residencia pontificia construida por orden de Nicolás V y en la torre Borgia, por encargo de Alejandro VI, de quien esculpió también un busto en mármol.
Durante algún tiempo participó como mercenario en las guerras entre varias ciudades italianas, actividad que alternó con trabajos en Roma (iglesia de Santiago de los Españoles) y en Siena, donde esculpió un San Francisco de Asís para el altar de la capilla Piccolomini, que había sido realizado por Andrea Bregno en 1485.

### Amberes
Hacia 1509-1510 fue llamado a Amberes por Margarita de Austria. 

### Inglaterra
Más tarde marchó a Inglaterra, donde trabajó en el monumento funerario de Enrique VII e Isabel de York, luego ubicado en la capilla mariana de Enrique VII de la abadía de Westminster. Concluyó esta obra hacia 1517. Esculpió también, en la misma capilla, un altar, un retablo y un baldaquino. El altar tenía pilastras de mármol en los ángulos (dos de las cuales todavía se conservan) y bajo la mensa había un Cristo yacente esculpido a tamaño natural, en terracota policromada. El retablo era un relieve de gran tamaño sobre el tema de la Resurrección. Del baldaquino, realizado en mármol con adornos de bronce dorado, quedan algunos fragmentos, y han sobrevivido también algunas partes del Cristo yacente, a pesar de que el conjunto fue destruido por los puritanos durante el siglo XVII.
En 1511 esculpió el sepulcro de Margarita Beaufort, madre de Enrique VII. De 1516 data el sepulcro del archivero real, John Young, a quien también representó en un busto conservado en la National Portrait Gallery de Londres. Se le atribuye también un medallón de bronce, esculpido en bajorrelieve, con el retrato del canciller Thomas Lovell, y varios bustos de personajes destacados de la corte inglesa, como John Fischer, obispo de Rochester, o Gilbert Talbot, conde de Shrewsbury, hoy custodiados principalmente en museos británicos y estadounidenses. 
Enrique VIII encargó también a Torrigiano su monumento funerario, que debía ubicarse en la capilla de San Jorge del castillo de Windsor. La obra, sin embargo, no llegó a completarse. A comienzos de 1519, el escultor viajó a Florencia para reclutar ayudantes para la obra encargada por Enrique VIII. Intentó convencer, entre otros, a Cellini, quien no quiso acompañarle por lo violento de su carácter.

### España
En 1521, según Vasari, marchó a España, para trabajar primero en Granada y luego en Sevilla. Aquí realizó varios trabajos para el Monasterio San Jerónimo de Buenavista, entre ellos un San Jerónimo penitente conservado en el Museo de Bellas Artes con una Virgen con el niño a él atribuida, que tuvo una gran influencia en el desarrollo posterior de la escultura sevillana. Según Giorgio Vasari, Torrigiano realizó también en Sevilla un crucifijo de terracota. Sin embargo, Ceán Bermúdez puntualizaba en relación con esas obras que según Vasari había ejecutado en esta ciudad, que

no se halla en Sevilla el gran Crucifijo que refiere, ni en el monasterio de Buenavista el otro que dice que también ejecutó, ni la estatua primera de la Virgen, ni aun tradición de haberlas habido jamás

También en Sevilla esculpió según Francisco de Holanda un busto de la emperatriz Isabel de Portugal con motivo de su matrimonio, actualmente perdido. 
En el Monasterio de Guadalupe, Cáceres, se guarda una copia del San Jerónimo penitente muy similar al de Sevilla, pero que a diferencia de éste conserva el "león" señalado por Vasari. Hoy se conserva en la sacristía de dicho monasterio.

### ¿Encarcelado por la Inquisición?

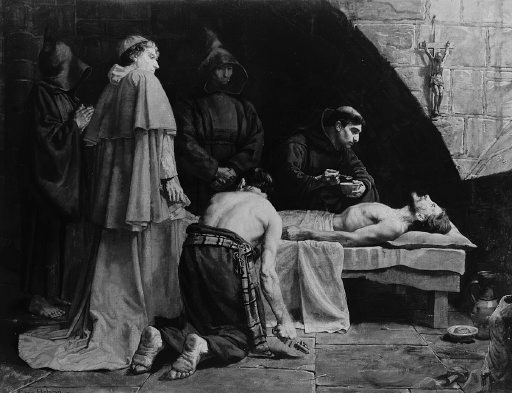
Muerte de Pietro Torrigiano en el Castillo de San Jorge de Sevilla, donde se encontraban las mazmorras de la Inquisición en la ciudad. Grabado del.

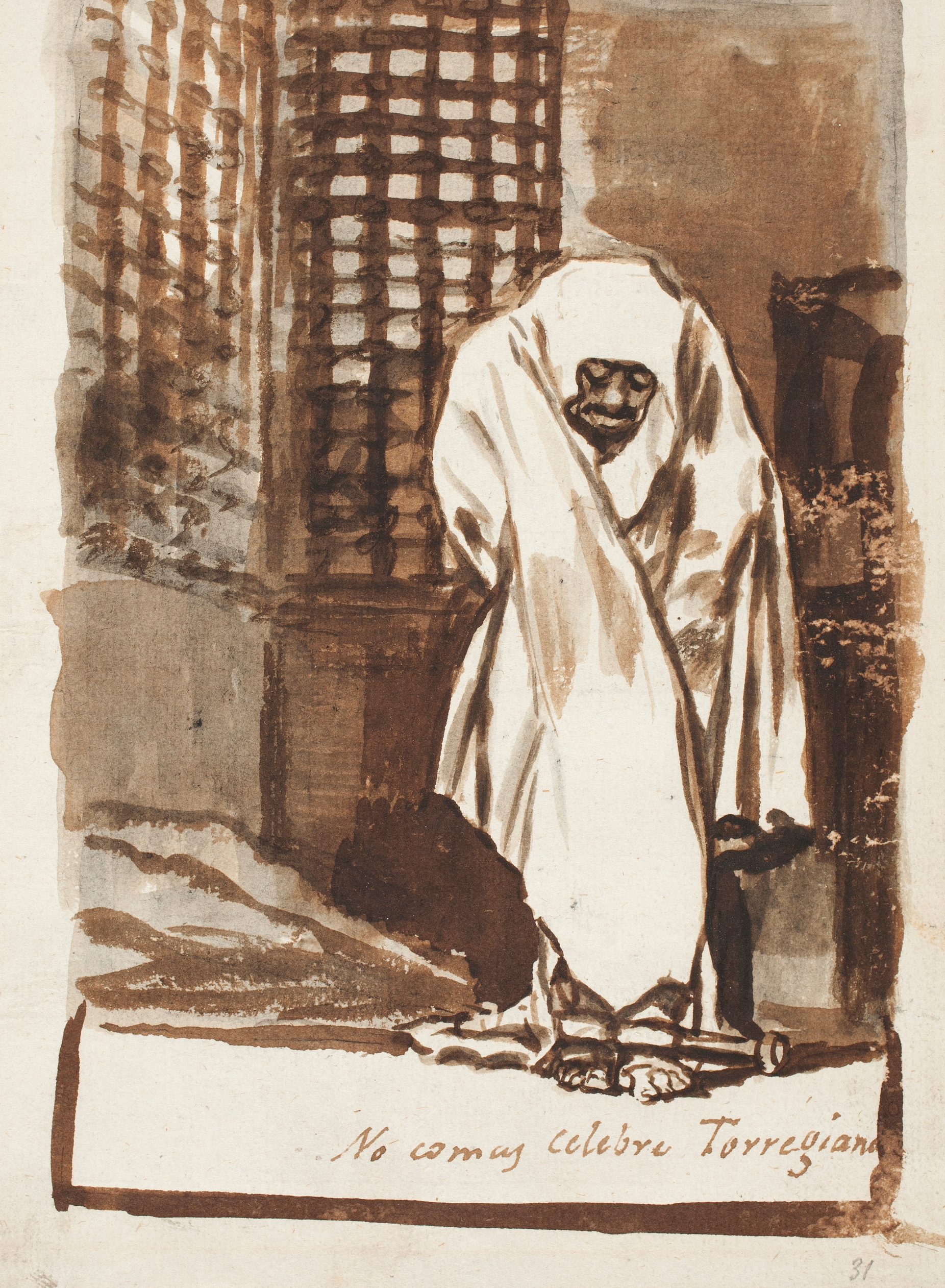
"No comas celebre Torregiano". Acuarela realizada por Goya donde muestra al artista florentino en su celda, llevando adelante su huelga de hambre

En 1522 según Giorgio Vasari fue procesado y encarcelado por el Santo Oficio, la Inquisición. Según el relato de Vasari destruyó una escultura de la Virgen que había realizado por encargo del duque de Arcos al considerar que no había sido suficientemente retribuido, y fue por tal motivo acusado por el duque ante la Inquisición. En prisión se habría dejado morir por inanición entre julio y agosto de ese mismo año. Pero de ser cierta la información aportada por Francisco de Holanda, quien afirma que hizo en Sevilla un retrato de Isabel de Portugal con ocasión de su boda con el emperador, ello hubo de ser en 1526, fecha de los esponsales. Y en 1528 el tribunal de la Rota de Florencia, en respuesta a una petición de su viuda que había solicitado la devolución de la dote, señalaba que el artista había muerto hacía tres meses.
El relato de Vasari fue puesto en duda ya por Juan Agustín Ceán Bermúdez, quien en su Diccionario histórico de los más ilustres profesores de las Bellas Artes de 1800 decía: «Vasari escribió la vida de este profesor en Florencia, muy distante de Sevilla, y además del empeño que ha manifestado en su escrito en degradar el mérito de Torrigiano para ensalzar el de Buonarrota, hay muchos motivos para creer que pudo haberse engañado en su relación».
Torrigiano tiene rotulada una calle a su nombre en el barrio de la Macarena de Sevilla, por una falsa atribución de un tondo en el Hospital de la Sangre, hoy sede del Parlamento de Andalucía.

## Influencia en Goya
Fue el genio aragonés Francisco de Goya quien valoró y redescubrió a Torrigiano para la Historia del arte. El genio de la pintura inclusive paró dos veces expresamente en el convento de San Jerónimo de Buenavista (Sevilla) para contemplar la obra del florentino junto a Juan Agustín Ceán Bermúdez quien lo recuerda en un preparatorio de un grabado. Concretamente, el dibujo 100 C (del álbum C conocido como de la Inquisición) dedicado al escultor que introdujo en España el Manierismo. El título de la aguada en sepia es: "No comas célebre Torregiano", escrito de propia mano del pintor. En la lámina se ve un hombre preso con los grilletes de la época en los pies y envuelto en una manta. Es la imagen de alguien que ya está frágil, muriéndose en una huelga de hambre voluntaria, si hemos de creer a Vasari, con un fondo de oscuros barrotes. 
Goya, el "sordo de Fuendetodos", aconsejó hacer una reproducción de la figura del San Jerónimo tras su visita al Monasterio San Jerónimo de Buenavista, asombrado del magno trabajo del florentino.